# Albing
Albing fu un antico insediamento militare della provincia romana del Norico nei pressi di Sankt Pantaleon-Erla (sobborgo di Enns, nell'Austria superiore), ai tempi dell'imperatore Marco Aurelio.

## Storia

### Da Marco Aurelio a Commodo
Si rivelò un importante centro militare durante le guerre marcomanniche, tanto che a partire dal 173 circa, un'intera legione (la Legio II Italica, proveniente da Ločica, nei pressi della latina Celeia) fu posizionata qui ad Albing, proprio lungo il fronte occidentale/meridionale della nuova provincia romana di Marcomannia (progetto realizzato da Marco Aurelio, ma abbandonato dal figlio Commodo).
Pochi anni più tardi, durante il regno dell'imperatore Commodo o di Settimio Severo, la legione fu trasferita nel nuovo accampamento della vicina Lauriacum (che misurava 539x398 metri, pari a circa 22,40 ha), con conseguente chiusura del vicino castrum di Albing. Il motivo principale di questo spostamento fu che Albing fu spesso soggetta, nel suo quindicennio di "vita", a continui allagamenti dovuti al vicino corso fluviale del Danubio. La nuova località di Lauriacum fu, pertanto, costruita in posizione più elevata e protetta. Da questo momento il nuovo sito militare accoglieva, oltre al legatus legionis, anche il comando della classis Lauriacensis, pronta a presidiare quel tratto di Danubio a monte della flotta della Pannonia (Classis Pannonica).

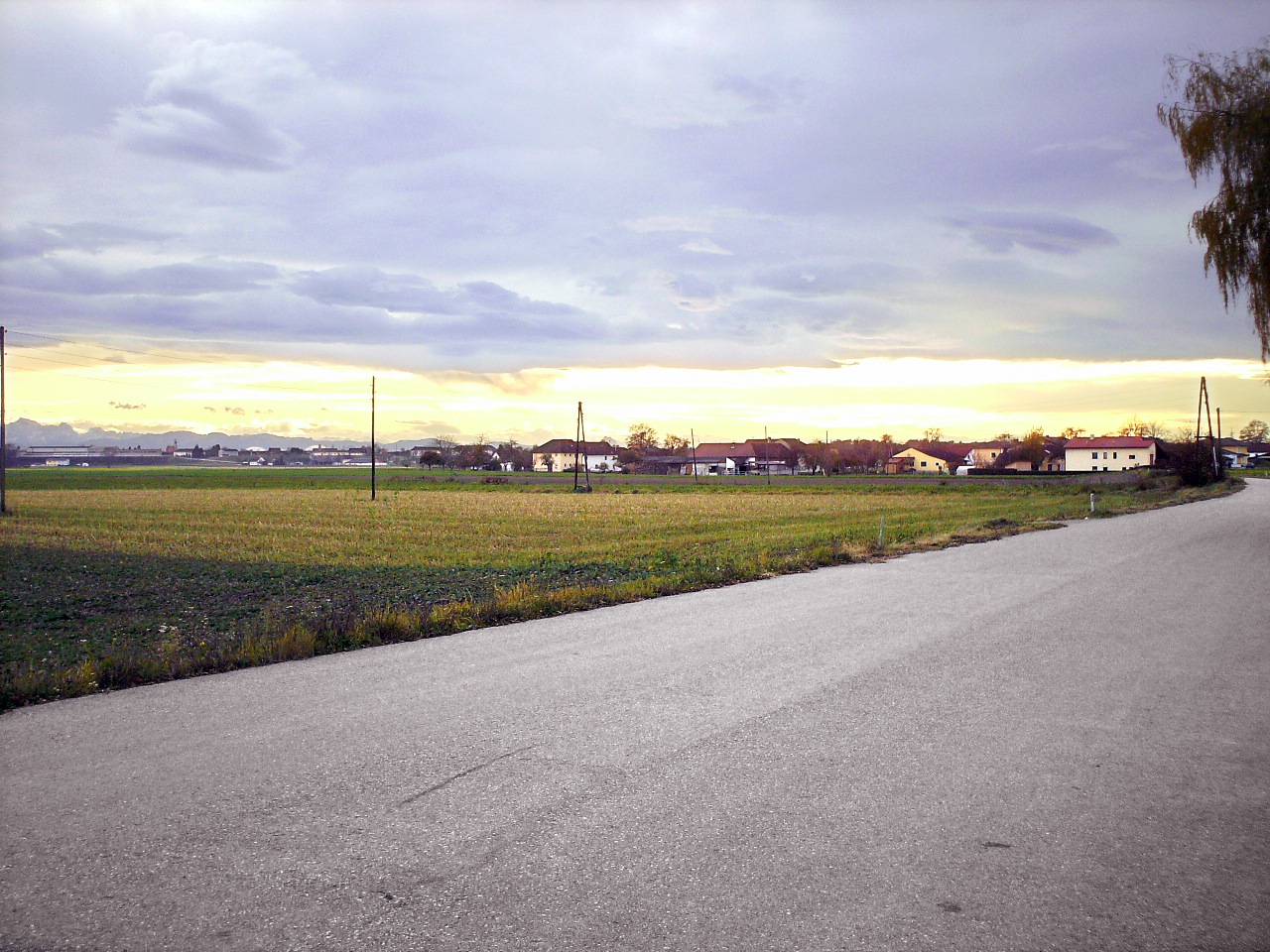
Sito della fortezza legionaria di Albing.
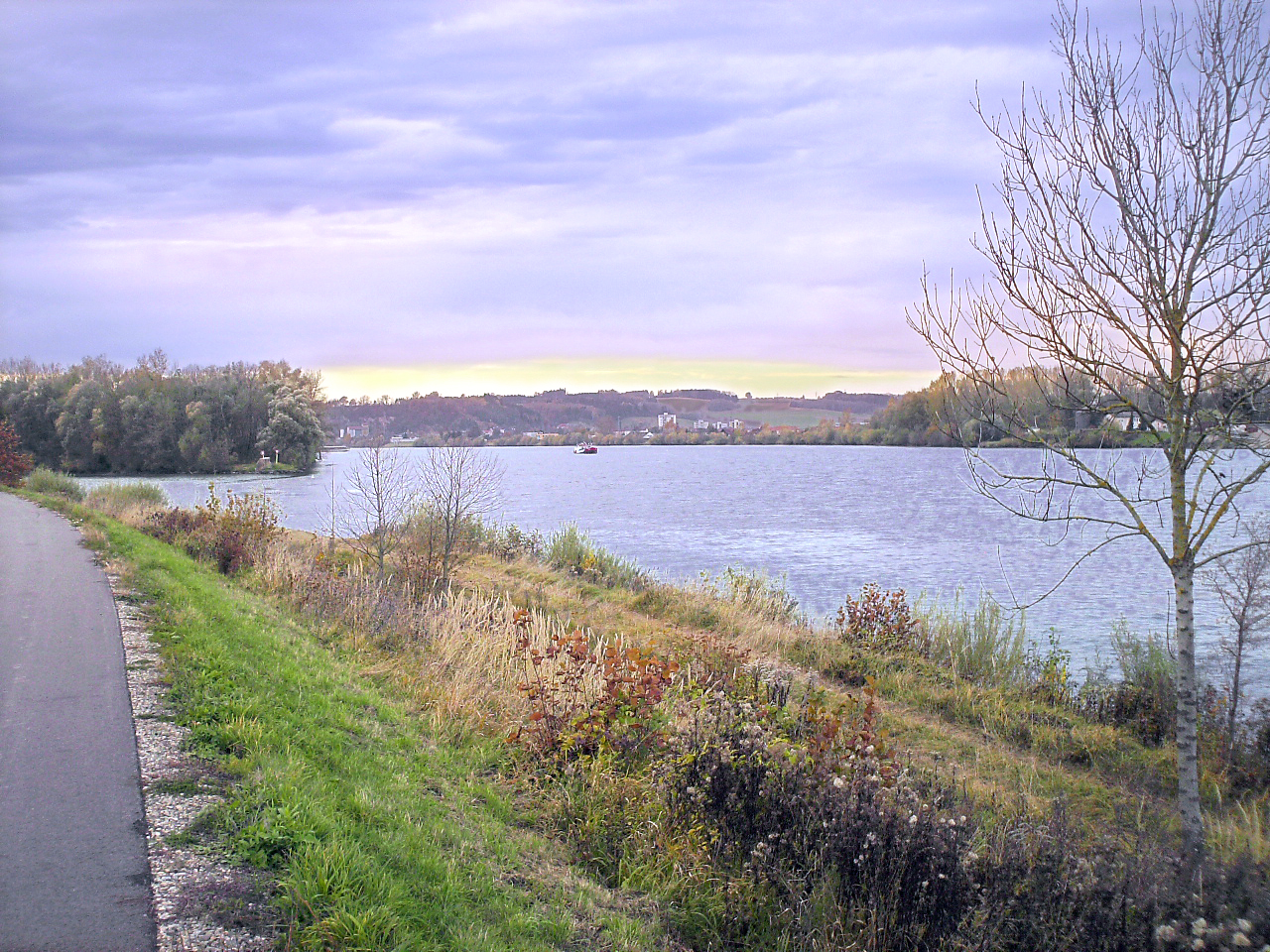
Il limes danubiano nei pressi di Albing.

### Personaggi/Popoli
- Marco Aurelio
- Commodo
- Marcomanni
- Naristi

### Località geografiche
- Lista di fortezze legionarie romane
- Limes romano
- Norico (provincia romana)